# Jean van Orley
Jean van Orley, né le 4 janvier 1665 à Bruxelles et y décédé le 22 février 1735, est un peintre des Pays-Bas méridionaux. Frère de Richard II van Orley, également peintre, il est surtout connu comme auteur de  cartons de tapisserie. Il était un parent éloigné du célèbre peintre et autre auteur de cartons de tapisserie Bernard van Orley.

## Biographie
Fils de Pierre van Orley et descendant d’une famille active et bien connue dans le monde des arts du duché de Brabant, Jean van Orley commence sa carrière comme spécialiste des portraits en miniature. Mais le bombardement de la ville de Bruxelles en 1695 par le maréchal de Villeroy qui a causé des dégâts considérables dans les églises - dont plusieurs sont en ruines – change son orientation. Van Orley reçoit de nombreuses commandes de peintures monumentales pour la restauration des églises et bâtiments civils.  
C’est à cette époque qu’il peint une crucifixion pour la chapelle du couvent des sœurs noires à Bruxelles. Et un « Christ parmi les scribes » qui se trouve encore dans l’église Saint-Nicolas du centre de la ville. Dans ce style de peintures monumentales l’influence de Rubens et des artistes italiens est encore sensible. Mais au fil des années le style de Jean van Orley se rapproche du baroque français plus classique. Les peintres de la cour de Louis XIV, et en particulier Charles Le Brun, sont ses exemples. L'influence du style Grand Siècle français est clairement présente dans les cartons dessinés pour le cycle de tapisseries – huit scènes de la vie du Christ – qui se trouvent dans la cathédrale Saint-Sauveur de Bruges (1730-31).
Il compose également des tapisseries illustrant des thèmes mythologiques, dont une série de ‘glorification des dieux’ dont l’une orne aujourd'hui le hall d'entrée du Musée des beaux-arts de Gand. Dans ce cas également l'influence des peintres et tapissiers de la cour de France est perceptible. 
Van Orley est également actif comme portraitiste : il effectue les portraits officiels de diverses autorités et des gouverneurs des Pays-Bas espagnols, pour les hôtels de ville de Bruxelles et de Malines. En cela, il n'est pas original. Il suit strictement les conventions portraitistes de son temps. Ce qu’il produit est généralement peint ‘à vif’ mais il arrive qu’il adapte à partir de portraits déjà existants. Le tableau qui se trouve à l’hôtel de ville de Bruxelles - une composition portraitiste du groupe de membres du conseil de la Guilde des tisserands - est certainement une composition originale.

## Œuvres
Parmi ses œuvres (liste incomplète): 
- Saint Éloi guérissant des malades, dans l’église de la Sainte-Trinité, à Bruxelles.
- Huit scènes de la vie du Christ (tapisseries), dans la cathédrale Saint-Sauveur de Bruges.
- La délivrance de saint Pierre, dans l’église Saint-Nicolas, à Bruxelles
- Crucifixion
- Glorification des dieux